# Coupe de la Ligue française de football 2016-2017
Navigation
Coupe de la Ligue 2015-2016 Coupe de la Ligue 2017-2018
La coupe de la Ligue de football 2016-2017 est la 23e édition de la coupe de la Ligue de football française, organisée par la LFP.
Les deux premiers tours préliminaires se disputent le 9 et le 23 août. La phase finale, quant à elle, débute avec les seizièmes de finale le 26 octobre 2016 pour se terminer avec une finale jouée le samedi 1er avril 2017.
À partir de cette édition, entre les tours préliminaires et les demi-finales, les équipes qui n'auront pas réussi à se départager à la fin du temps réglementaire devront le faire directement avec la séance de tirs au but, sans passer par la prolongation. De même, la finale ne se déroulera plus désormais au stade de France, mais dans une enceinte différente suivant les années ; pour cette édition 2016-2017, il s'agit du Parc Olympique lyonnais à Décines-Charpieu.

## Déroulement de la compétition

### Calendrier
| Tour                       | Nom                         | Date             | Participants        |
| Tours préliminaires (2016) |                             |                  |                     |
| 1                          | Premier tour                | 9 août           | 24                  |
| 2                          | Deuxième tour               | 23 août          | 12                  |
|                            | Phase finale (2016 et 2017) |                  |                     |
| 1                          | Seizièmes de finale         | 25 / 26 octobre  | 20 (6+14 de L1)     |
| 2                          | Huitièmes de finale         | 13 / 14 décembre | 16 (10+6 européens) |
| 3                          | Quarts de finale            | 10 / 11 janvier  | 8                   |
| 4                          | Demi-finales                | 24 / 25 janvier  | 4                   |
| 5                          | Finale Parc OL (Décines)    | samedi 1er avril | 2                   |

### Participants
| Clubs de Ligue 1 (20)     | arrivent au premier tour |
| arrivent en 8e de finale  | Clubs de Ligue 2 (20)    |
| ------------------------- | ------------------------ |
| Paris Saint-Germain T     | Stade de Reims           |
| Olympique lyonnais        | GFC Ajaccio              |
| AS Monaco                 | ESTAC Troyes             |
| OGC Nice                  | Le Havre AC              |
| Lille OSC                 | Red Star FC              |
| AS Saint-Etienne          | RC Lens                  |
| arrivent en 16e de finale | Clermont Foot 63         |
| SM Caen                   | AJ Auxerre               |
| Stade rennais FC          | Tours FC                 |
| Angers SCO                | Stade brestois 29        |
| SC Bastia                 | Bourg-en-Bresse 01       |
| Girondins de Bordeaux     | Valenciennes FC          |
| Montpellier HSC           | Stade lavallois          |
| Olympique de Marseille    | Nîmes Olympique          |
| FC Nantes                 | FC Sochaux-Montbéliard   |
| FC Lorient                | Chamois niortais FC      |
| EA Guingamp               | AC Ajaccio               |
| Toulouse FC               | RC Strasbourg            |
| AS Nancy-Lorraine         | US Orléans               |
| Dijon FCO                 | Amiens SC                |
| FC Metz                   | National (4)             |
|                           | Évian TG                 |
|                           | US Créteil-Lusitanos     |
|                           | Paris FC                 |
|                           | LB Châteauroux           |

### Règlement
Le club vainqueur sera qualifié pour la Ligue Europa 2017-2018.
Si à la fin de la saison 2016-2017 le club vainqueur de la Coupe de la Ligue s'est qualifié par ailleurs pour une compétition européenne, c’est au club le mieux classé en Ligue 1 et non qualifié pour une compétition européenne que sera attribuée la place qualificative pour la Ligue Europa.
Chaque tour se déroule en un seul match. En cas d'égalité, les équipes devront directement se départager avec une séance de tirs au but. Excepté la finale où en cas d'égalité, il y aura une prolongation avec 2 mi-temps de 15 minutes et une séance de tirs au but si l'égalité persiste.

## Résultats

### Tours préliminaires

#### Premier tour
Les vingt équipes de Ligue 2 et les quatre équipes professionnelles de National (à savoir les trois relégués de la saison de Ligue 2 précédente et la Berrichonne de Châteauroux, relégué de la saison 2014-2015) doivent participer au premier tour de cette coupe de la Ligue.
Le tirage au sort de ce tour a lieu le mardi 12 juillet 2016. Les matchs sont joués le mardi 9 août 2016.
Le 2 août, la LFP officialise la non-participation d'Évian Thonon Gaillard FC, qui vient de perdre son statut professionnel : en effet, un article du règlement de la coupe dispose que seules les équipes ayant un statut professionnel peuvent y participer. L'US Créteil-Lusitanos est ainsi exempté de premier tour.
| Match 1                   | US Orléans (L2) | 1 - 0       | Tours FC (L2)              |                                                                             |                                                                             |
| 9 août 2016 20h00 (UTC+1) | Beziouen 45+1e  | (1 - 0)     |                            | Stade de la Source, Orléans Spectateurs : 3 389 Arbitrage : Stéphane Jochem | Stade de la Source, Orléans Spectateurs : 3 389 Arbitrage : Stéphane Jochem |
| 9 août 2016 20h00 (UTC+1) |                 | Rapport LFP | 13e Louvion · 47e Miracoli | Stade de la Source, Orléans Spectateurs : 3 389 Arbitrage : Stéphane Jochem | Stade de la Source, Orléans Spectateurs : 3 389 Arbitrage : Stéphane Jochem |

| Match 2                   | Stade de Reims (L2)               | 2 - 5       | Le Havre AC (L2)                                                                       | | |
| 9 août 2016 18h30 (UTC+1) | Kyei 11e · Siebatcheu 64e         | (1 - 0)     | 48e (csc) Conte · 51e (pen.) Dembélé · 54e Dembélé · 61e (csc) Jeanvier · 66e Fontaine | Stade Auguste-Delaune, Reims Spectateurs : 6 133 Diffuseur : Canal+ Sport Arbitrage : Olivier Thual | Stade Auguste-Delaune, Reims Spectateurs : 6 133 Diffuseur : Canal+ Sport Arbitrage : Olivier Thual |
| 9 août 2016 18h30 (UTC+1) | Mendy 50e · Traoré 70e · Kyei 87e | Rapport LFP |                                                                                        | Stade Auguste-Delaune, Reims Spectateurs : 6 133 Diffuseur : Canal+ Sport Arbitrage : Olivier Thual | Stade Auguste-Delaune, Reims Spectateurs : 6 133 Diffuseur : Canal+ Sport Arbitrage : Olivier Thual |

| Match 3                   | Stade lavallois (L2) | 1 - 0       | ES Troyes AC (L2) |                                                                              |                                                                              |
| 9 août 2016 18h30 (UTC+1) | Koné 58e             | (0 - 0)     |                   | Stade Francis Le Basser, Laval Spectateurs : 3 251 Arbitrage : William Lavis | Stade Francis Le Basser, Laval Spectateurs : 3 251 Arbitrage : William Lavis |
| 9 août 2016 18h30 (UTC+1) | Alla 90+2e           | Rapport LFP | 90e Cordoval      | Stade Francis Le Basser, Laval Spectateurs : 3 251 Arbitrage : William Lavis | Stade Francis Le Basser, Laval Spectateurs : 3 251 Arbitrage : William Lavis |

| Match 4                   | Nîmes Olympique (L2)                | 1 - 1 1 - 3 t. a. b. | LB Châteauroux (N)                      |                                                                         |                                                                         |
| 9 août 2016 20h00 (UTC+1) | Ripart 21e                          | (1 - 0)              | 79e Das Neves                           | Stade des Costières, Nîmes Spectateurs : 3 535 Arbitrage : Floris Aubin | Stade des Costières, Nîmes Spectateurs : 3 535 Arbitrage : Floris Aubin |
| 9 août 2016 20h00 (UTC+1) |                                     | Rapport LFP          | 18e Merghem · 71e Fofana · 81e Altama · | Stade des Costières, Nîmes Spectateurs : 3 535 Arbitrage : Floris Aubin | Stade des Costières, Nîmes Spectateurs : 3 535 Arbitrage : Floris Aubin |
| 9 août 2016 20h00 (UTC+1) | Savanier · Chamed · Ripart · Alioui | Tirs au but 1 - 3    | Altama · Chergui · Sangante · Das Neves | Stade des Costières, Nîmes Spectateurs : 3 535 Arbitrage : Floris Aubin | Stade des Costières, Nîmes Spectateurs : 3 535 Arbitrage : Floris Aubin |

| Match 5                   | FC Sochaux-Montbéliard (L2)    | 0 - 0 4 - 2 t. a. b. | Gazélec Ajaccio (L2)                     |                                                                                  |                                                                                  |
| 9 août 2016 20h00 (UTC+1) |                                | (0 - 0)              |                                          | Stade Auguste-Bonal, Montbéliard Spectateurs : 8 012 Arbitrage : Sylvain Palhies | Stade Auguste-Bonal, Montbéliard Spectateurs : 8 012 Arbitrage : Sylvain Palhies |
| 9 août 2016 20h00 (UTC+1) | Daham 37e                      | Rapport LFP          | 41e Diedhiou · 76e Ducourtioux ·         | Stade Auguste-Bonal, Montbéliard Spectateurs : 8 012 Arbitrage : Sylvain Palhies | Stade Auguste-Bonal, Montbéliard Spectateurs : 8 012 Arbitrage : Sylvain Palhies |
| 9 août 2016 20h00 (UTC+1) | Robinet · Fuchs · Martin · Sao | Tirs au but 4 - 2    | Ducourtioux · M'Changama · Poggi · Cissé | Stade Auguste-Bonal, Montbéliard Spectateurs : 8 012 Arbitrage : Sylvain Palhies | Stade Auguste-Bonal, Montbéliard Spectateurs : 8 012 Arbitrage : Sylvain Palhies |

| Match 6                   | RC Strasbourg (L2)                     | 1 - 0       | Chamois niortais (L2) | | |
| 9 août 2016 18h30 (UTC+1) | Sacko 32e                              | (1 - 0)     |                       | Stade de la Meinau, Strasbourg Spectateurs : 10 427 Diffuseur : Foot+ Arbitrage : Alexandre Castro | Stade de la Meinau, Strasbourg Spectateurs : 10 427 Diffuseur : Foot+ Arbitrage : Alexandre Castro |
| 9 août 2016 18h30 (UTC+1) | Grimm 52e · N'Doye 56e · Gonçalves 84e | Rapport LFP |                       | Stade de la Meinau, Strasbourg Spectateurs : 10 427 Diffuseur : Foot+ Arbitrage : Alexandre Castro | Stade de la Meinau, Strasbourg Spectateurs : 10 427 Diffuseur : Foot+ Arbitrage : Alexandre Castro |

| Match 7                   | Clermont Foot 63 (L2)           | 2 - 1       | Amiens SC (L2)                                            |                                                                                        |                                                                                        |
| 9 août 2016 20h00 (UTC+1) | Ajorque 8e (pen.) · Salze 90+3e | (1 - 0)     | 90e Adenon                                                | Stade Gabriel-Montpied, Clermont-Ferrand Spectateurs : 1 508 Arbitrage : Jérémy Stinat | Stade Gabriel-Montpied, Clermont-Ferrand Spectateurs : 1 508 Arbitrage : Jérémy Stinat |
| 9 août 2016 20h00 (UTC+1) | Ajorque 14e · Guerbert 60e      | Rapport LFP | 7e Ielsch · 25e Dekoké · 48e NDombele Alvaro · 58e Fofana | Stade Gabriel-Montpied, Clermont-Ferrand Spectateurs : 1 508 Arbitrage : Jérémy Stinat | Stade Gabriel-Montpied, Clermont-Ferrand Spectateurs : 1 508 Arbitrage : Jérémy Stinat |

| Match 8                   | Stade brestois 29 (L2)                        | 0 - 0 5 - 3 t. a. b. | Valenciennes FC (L2)                   |                                                                                                |                                                                                                |
| 9 août 2016 18h30 (UTC+1) |                                               | (0 - 0)              |                                        | Stade Francis-Le Blé, Brest Spectateurs : 3 247 Diffuseur : Foot+ Arbitrage : Yohann Rouinsard | Stade Francis-Le Blé, Brest Spectateurs : 3 247 Diffuseur : Foot+ Arbitrage : Yohann Rouinsard |
| 9 août 2016 18h30 (UTC+1) | Belaud 88e · Léon 90e                         | Rapport LFP          | 90+3e Da Costa ·                       | Stade Francis-Le Blé, Brest Spectateurs : 3 247 Diffuseur : Foot+ Arbitrage : Yohann Rouinsard | Stade Francis-Le Blé, Brest Spectateurs : 3 247 Diffuseur : Foot+ Arbitrage : Yohann Rouinsard |
| 9 août 2016 18h30 (UTC+1) | Battocchio · Maupay · Castán · Coeff · Grougi | Tirs au but 5 - 3    | Fulgini · Roudet · Enza-Yamissi · Néry | Stade Francis-Le Blé, Brest Spectateurs : 3 247 Diffuseur : Foot+ Arbitrage : Yohann Rouinsard | Stade Francis-Le Blé, Brest Spectateurs : 3 247 Diffuseur : Foot+ Arbitrage : Yohann Rouinsard |

| Match 9                   | RC Lens (L2)                            | 3 - 0       | AC Ajaccio (L2)         |                                                                                                |                                                                                                |
| 9 août 2016 18h30 (UTC+1) | 27e Bostock · 49e Fortuné · 77e Fortuné | (1 - 0)     |                         | Stade Bollaert-Delelis, Lens Spectateurs : 15 568 Diffuseur : Foot+ Arbitrage : Aurélien Petit | Stade Bollaert-Delelis, Lens Spectateurs : 15 568 Diffuseur : Foot+ Arbitrage : Aurélien Petit |
| 9 août 2016 18h30 (UTC+1) | Scaramozzino 40e                        | Rapport LFP | 51e Madri · 86e Lippini | Stade Bollaert-Delelis, Lens Spectateurs : 15 568 Diffuseur : Foot+ Arbitrage : Aurélien Petit | Stade Bollaert-Delelis, Lens Spectateurs : 15 568 Diffuseur : Foot+ Arbitrage : Aurélien Petit |

| Match 10    | US Créteil-Lusitanos (N) | Annulé | Évian Thonon Gaillard FC (N) |  |
| 9 août 2016 |                          |        |                              |  |

À la suite de la décision du Tribunal de Commerce de Thonon-les-Bains, confirmant la perte du statut professionnel de l’Evian Thonon Gaillard dû à son rétrogradation en CFA cette saison, l’Union sportive Créteil-Lusitanos est directement qualifiée pour le 2e tour de la Coupe de la Ligue. L’USCL se déplacera sur la pelouse du Clermont Foot, le 23 août.
| Match 11                  | Paris Football Club (N)                              | 1 - 1 5 - 3 t. a. b. | Red Star FC (L2)                          |                                                                                       |                                                                                       |
| 9 août 2016 18h30 (UTC+1) | Robail 15e                                           | (1 - 0)              | 83e (csc) Missi Mezu                      | Stade Charléty, Paris Spectateurs : 2 006 Diffuseur : Foot+ Arbitrage : Wilfried Bien | Stade Charléty, Paris Spectateurs : 2 006 Diffuseur : Foot+ Arbitrage : Wilfried Bien |
| 9 août 2016 18h30 (UTC+1) |                                                      | Rapport LFP          | 36e Sané · 64e Chavalerin ·               | Stade Charléty, Paris Spectateurs : 2 006 Diffuseur : Foot+ Arbitrage : Wilfried Bien | Stade Charléty, Paris Spectateurs : 2 006 Diffuseur : Foot+ Arbitrage : Wilfried Bien |
| 9 août 2016 18h30 (UTC+1) | Gnessi · Marie · Pierazzi · Massouena · Demba Camara | Tirs au but 5 - 3    | Chavalerin · Makhedjouf · Bouazza · Keita | Stade Charléty, Paris Spectateurs : 2 006 Diffuseur : Foot+ Arbitrage : Wilfried Bien | Stade Charléty, Paris Spectateurs : 2 006 Diffuseur : Foot+ Arbitrage : Wilfried Bien |

| Match 12                  | AJ Auxerre (L2)                            | 2 - 2 5 - 4 t. a. b. | Bourg-en-Bresse 01 (L2)                              |                                                                                   |                                                                                   |
| 9 août 2016 20h00 (UTC+1) | Vincent 11e · Courtet 35e                  | (2 - 0)              | 72e Heinry · 80e Berthomier                          | Stade de l'Abbé-Deschamps, Auxerre Spectateurs : 4 284 Arbitrage : Thomas Léonard | Stade de l'Abbé-Deschamps, Auxerre Spectateurs : 4 284 Arbitrage : Thomas Léonard |
| 9 août 2016 20h00 (UTC+1) | Diallo 39e · Goujon 75e                    | Rapport LFP          | 81e N'Simba · 89e Gamiette ·                         | Stade de l'Abbé-Deschamps, Auxerre Spectateurs : 4 284 Arbitrage : Thomas Léonard | Stade de l'Abbé-Deschamps, Auxerre Spectateurs : 4 284 Arbitrage : Thomas Léonard |
| 9 août 2016 20h00 (UTC+1) | Courtet Vincent Fournier Mathis Boucher Ba | Tirs au but 5 - 4    | Del Castillo Berthomier Bègue Damour Boussaha Heinry | Stade de l'Abbé-Deschamps, Auxerre Spectateurs : 4 284 Arbitrage : Thomas Léonard | Stade de l'Abbé-Deschamps, Auxerre Spectateurs : 4 284 Arbitrage : Thomas Léonard |

#### Deuxième tour
Les six rencontres se jouent le mardi 23 août 2016.
Le tirage au sort a lieu en même temps que celui du premier tour.
| Match 1            | US Orléans (L2)          | 0 - 0 1 - 4 t. a. b. | Stade lavallois (L2)               |                                                                                              |                                                                                              |
| 23 août 2016 18h30 |                          | (0 - 0)              |                                    | Stade de la Source, Orléans Spectateurs : 3 094 Diffuseur : Foot+ Arbitrage : Romain Delpech | Stade de la Source, Orléans Spectateurs : 3 094 Diffuseur : Foot+ Arbitrage : Romain Delpech |
| 23 août 2016 18h30 | Aholou 2e                | Rapport LFP          | 70e Perrot ·                       | Stade de la Source, Orléans Spectateurs : 3 094 Diffuseur : Foot+ Arbitrage : Romain Delpech | Stade de la Source, Orléans Spectateurs : 3 094 Diffuseur : Foot+ Arbitrage : Romain Delpech |
| 23 août 2016 18h30 | Gomis · Beziouen · Bouby | Tirs au but 1 - 4    | Alla · Monfray · Afougou · N'Diaye | Stade de la Source, Orléans Spectateurs : 3 094 Diffuseur : Foot+ Arbitrage : Romain Delpech | Stade de la Source, Orléans Spectateurs : 3 094 Diffuseur : Foot+ Arbitrage : Romain Delpech |

| Match 2            | AJ Auxerre (L2)                      | 2 - 0       | RC Strasbourg (L2) | | |
| 23 août 2016 18h30 | Courtet 24e · Dos Santos 90+1e (csc) | (1 - 0)     |                    | Stade de l'Abbé-Deschamps, Auxerre Spectateurs : 3 830 Diffuseur : Foot+ Arbitrage : Amaury Delerue | Stade de l'Abbé-Deschamps, Auxerre Spectateurs : 3 830 Diffuseur : Foot+ Arbitrage : Amaury Delerue |
| 23 août 2016 18h30 | Diallo 77e                           | Rapport LFP |                    | Stade de l'Abbé-Deschamps, Auxerre Spectateurs : 3 830 Diffuseur : Foot+ Arbitrage : Amaury Delerue | Stade de l'Abbé-Deschamps, Auxerre Spectateurs : 3 830 Diffuseur : Foot+ Arbitrage : Amaury Delerue |

| Match 3            | Clermont Foot 63 (L2)   | 2 - 1   | US Créteil-Lusitanos (N) | | |
| 23 août 2016 18h30 | Thiam 44e · Jobello 66e | (1 - 0) | 90+1e Niakaté            | Stade Gabriel-Montpied, Clermont-Ferrand Spectateurs : 1 529 Diffuseur : Foot+ Arbitrage : Florent Batta | Stade Gabriel-Montpied, Clermont-Ferrand Spectateurs : 1 529 Diffuseur : Foot+ Arbitrage : Florent Batta |
| 23 août 2016 18h30 | Genest 36e · Thiam 40e  |         |                          | Stade Gabriel-Montpied, Clermont-Ferrand Spectateurs : 1 529 Diffuseur : Foot+ Arbitrage : Florent Batta | Stade Gabriel-Montpied, Clermont-Ferrand Spectateurs : 1 529 Diffuseur : Foot+ Arbitrage : Florent Batta |

| Match 4            | FC Sochaux-Montbéliard (L2)      | 2 - 0       | Stade brestois 29 (L2)                |                                                                                                  |                                                                                                  |
| 23 août 2016 18h30 | Honorat 40e · Robinet 77e (pen.) | (1 - 0)     |                                       | Stade Auguste-Bonal, Montbéliard Spectateurs : 7 519 Diffuseur : Foot+ Arbitrage : Wilfried Bien | Stade Auguste-Bonal, Montbéliard Spectateurs : 7 519 Diffuseur : Foot+ Arbitrage : Wilfried Bien |
| 23 août 2016 18h30 | Andriatsima 45e · Onguéné 71e    | Rapport LFP | 5e Castan · 73e Nganioni · 74e Diallo | Stade Auguste-Bonal, Montbéliard Spectateurs : 7 519 Diffuseur : Foot+ Arbitrage : Wilfried Bien | Stade Auguste-Bonal, Montbéliard Spectateurs : 7 519 Diffuseur : Foot+ Arbitrage : Wilfried Bien |

| Match 5            | RC Lens (L2)                                                               | 0 - 0 6 - 7 t. a. b. | Paris FC (N)                                                                    | | |
| 23 août 2016 18h30 |                                                                            | (0 - 0)              |                                                                                 | Stade Bollaert-Delelis, Lens Spectateurs : 15 182 Diffuseur : Canal+ Sport Arbitrage : Jérôme Brisard | Stade Bollaert-Delelis, Lens Spectateurs : 15 182 Diffuseur : Canal+ Sport Arbitrage : Jérôme Brisard |
| 23 août 2016 18h30 | Rapport LFP                                                                |                      |                                                                                 | Stade Bollaert-Delelis, Lens Spectateurs : 15 182 Diffuseur : Canal+ Sport Arbitrage : Jérôme Brisard | Stade Bollaert-Delelis, Lens Spectateurs : 15 182 Diffuseur : Canal+ Sport Arbitrage : Jérôme Brisard |
| 23 août 2016 18h30 | Autret · Sylla · Robert · Chouiar · Beghin · Milville · Ebosse · Chevalier | Tirs au but 6 - 7    | Marie · Martin · Pierre · Massouema · Camara · Missi Mezu · Bakayoko · Pierazzi | Stade Bollaert-Delelis, Lens Spectateurs : 15 182 Diffuseur : Canal+ Sport Arbitrage : Jérôme Brisard | Stade Bollaert-Delelis, Lens Spectateurs : 15 182 Diffuseur : Canal+ Sport Arbitrage : Jérôme Brisard |

| Match 6            | Le Havre AC (L2)              | 2 - 5       | LB Châteauroux (N)                                              |                                                                                           |                                                                                           |
| 23 août 2016 18h30 | Gimbert 34e · Duhamel 82e     | (1 - 3)     | 15e Mateta · 33e Mateta · 37e M'Boné · 51e Mateta · 81e Boukari | Stade Océane, Le Havre Spectateurs : 4 970 Diffuseur : Foot+ Arbitrage : Romain Lissorgue | Stade Océane, Le Havre Spectateurs : 4 970 Diffuseur : Foot+ Arbitrage : Romain Lissorgue |
| 23 août 2016 18h30 | Salles-Lamonge 50e · Bain 63e | Rapport LFP | 26e Das Neves                                                   | Stade Océane, Le Havre Spectateurs : 4 970 Diffuseur : Foot+ Arbitrage : Romain Lissorgue | Stade Océane, Le Havre Spectateurs : 4 970 Diffuseur : Foot+ Arbitrage : Romain Lissorgue |

### Phase finale

#### Seizièmes de finale
Les dix rencontres sont prévues le mardi 25 et le mercredi 26 octobre 2016 ; les six vainqueurs du deuxième tour sont rejoints par les quatorze équipes de Ligue 1 qui ne participent à aucune coupe d'Europe.
| Match 1                     | Stade lavallois (L2) | 0 - 2       | Montpellier HSC (L1)         | | |
| Mardi 25 octobre 2016 18:45 |                      | (0 - 1)     | 6e Mounié · 48e Bérigaud     | Stade Francis-Le-Basser, Laval Spectateurs : 6 330 Diffuseur : Canal+ Sport Arbitrage : Hakim Bel El Hadj | Stade Francis-Le-Basser, Laval Spectateurs : 6 330 Diffuseur : Canal+ Sport Arbitrage : Hakim Bel El Hadj |
| Mardi 25 octobre 2016 18:45 | Monfray 17e          | Rapport LFP | 36e Bérigaud · 72e Saint-Ruf | Stade Francis-Le-Basser, Laval Spectateurs : 6 330 Diffuseur : Canal+ Sport Arbitrage : Hakim Bel El Hadj | Stade Francis-Le-Basser, Laval Spectateurs : 6 330 Diffuseur : Canal+ Sport Arbitrage : Hakim Bel El Hadj |

| Match 2                     | FC Nantes (L1)                       | 2 - 1       | Angers SCO (L1)                    | | |
| Mardi 25 octobre 2016 21:00 | Sala 28e · Thomasson 47e             | (1 - 0)     | 51e (pen.) Capelle                 | Stade de la Beaujoire, Nantes Spectateurs : 32 003 Diffuseur : Canal+ Sport Arbitrage : Tony Chapron | Stade de la Beaujoire, Nantes Spectateurs : 32 003 Diffuseur : Canal+ Sport Arbitrage : Tony Chapron |
| Mardi 25 octobre 2016 21:00 | Kwateng 50e · Dupé 68e · Harit 90+1e | Rapport LFP | 60e Tait · 68e Pépé · 69e Pavlović | Stade de la Beaujoire, Nantes Spectateurs : 32 003 Diffuseur : Canal+ Sport Arbitrage : Tony Chapron | Stade de la Beaujoire, Nantes Spectateurs : 32 003 Diffuseur : Canal+ Sport Arbitrage : Tony Chapron |

| Match 3                        | LB Châteauroux (N) | 0 - 2   | Girondins de Bordeaux (L1) | | |
| Mercredi 26 octobre 2016 18:45 |                    | (0 - 1) | 40e Kamano · 84e Ounas     | Stade Gaston-Petit, Châteauroux Spectateurs : 9 787 Diffuseur : Canal+ Sport Arbitrage : Stéphane Jochem | Stade Gaston-Petit, Châteauroux Spectateurs : 9 787 Diffuseur : Canal+ Sport Arbitrage : Stéphane Jochem |
| Mercredi 26 octobre 2016 18:45 | Rapport LFP        |         |                            | Stade Gaston-Petit, Châteauroux Spectateurs : 9 787 Diffuseur : Canal+ Sport Arbitrage : Stéphane Jochem | Stade Gaston-Petit, Châteauroux Spectateurs : 9 787 Diffuseur : Canal+ Sport Arbitrage : Stéphane Jochem |

| Match 4                        | AS Nancy-Lorraine (L1)         | 4 - 2       | SM Caen (L1)               | | |
| Mercredi 26 octobre 2016 21:05 | Puyo 8e 61e · Mandanne 15e 37e | (3 - 1)     | 14e 50e Makengo            | Stade Marcel-Picot, Nancy Spectateurs : 14 015 Diffuseur : France 3 Régions et Foot+ Arbitrage : Franck Schneider | Stade Marcel-Picot, Nancy Spectateurs : 14 015 Diffuseur : France 3 Régions et Foot+ Arbitrage : Franck Schneider |
| Mercredi 26 octobre 2016 21:05 | Guidileye 76e                  | Rapport LFP | 51e Makengo · 86e Leborgne | Stade Marcel-Picot, Nancy Spectateurs : 14 015 Diffuseur : France 3 Régions et Foot+ Arbitrage : Franck Schneider | Stade Marcel-Picot, Nancy Spectateurs : 14 015 Diffuseur : France 3 Régions et Foot+ Arbitrage : Franck Schneider |

| Match 5                        | Dijon FCO (L1)                                      | 1 - 1 4 - 5 t. a. b. | FC Sochaux-Montbéliard (L2)                   | | |
| Mercredi 26 octobre 2016 21:05 | Bahamboula 12e                                      | (1 - 1)              | 14e Karanović                                 | Stade Gaston-Gérard, Dijon Spectateurs : 7 463 Diffuseur : France 3 Régions Arbitrage : Amaury Delerue | Stade Gaston-Gérard, Dijon Spectateurs : 7 463 Diffuseur : France 3 Régions Arbitrage : Amaury Delerue |
| Mercredi 26 octobre 2016 21:05 | Bernard 63e                                         | Rapport LFP          | 62e Ilaimaharitra ·                           | Stade Gaston-Gérard, Dijon Spectateurs : 7 463 Diffuseur : France 3 Régions Arbitrage : Amaury Delerue | Stade Gaston-Gérard, Dijon Spectateurs : 7 463 Diffuseur : France 3 Régions Arbitrage : Amaury Delerue |
| Mercredi 26 octobre 2016 21:05 | Lees-Melou · Amalfitano · Bernard · Gastien · Diony | Tirs au but 4 - 5    | Tardieu · Ruiz · Ilaimaharitra · Sao · Thuram | Stade Gaston-Gérard, Dijon Spectateurs : 7 463 Diffuseur : France 3 Régions Arbitrage : Amaury Delerue | Stade Gaston-Gérard, Dijon Spectateurs : 7 463 Diffuseur : France 3 Régions Arbitrage : Amaury Delerue |

| Match 6                        | SC Bastia (L1)                                       | 1 - 1 3 - 4 t. a. b. | EA Guingamp (L1)                                      | | |
| Mercredi 26 octobre 2016 21:05 | Marange 45+2e                                        | (1 - 1)              | 30e Privat                                            | Stade Armand-Cesari, Furiani Spectateurs : 6 029 Diffuseur : France 3 Régions et Foot+ Arbitrage : Mikael Lesage | Stade Armand-Cesari, Furiani Spectateurs : 6 029 Diffuseur : France 3 Régions et Foot+ Arbitrage : Mikael Lesage |
| Mercredi 26 octobre 2016 21:05 |                                                      | Rapport LFP          | 45+1e, 64e Martins Pereira · 81e Mané · 90+2e Salin · | Stade Armand-Cesari, Furiani Spectateurs : 6 029 Diffuseur : France 3 Régions et Foot+ Arbitrage : Mikael Lesage | Stade Armand-Cesari, Furiani Spectateurs : 6 029 Diffuseur : France 3 Régions et Foot+ Arbitrage : Mikael Lesage |
| Mercredi 26 octobre 2016 21:05 | Diallo · Danic · Bifouma · Bengtsson · Saint-Maximin | Tirs au but 3 - 4    | De Pauw · Sankoh · Livolant · Mané · Blas             | Stade Armand-Cesari, Furiani Spectateurs : 6 029 Diffuseur : France 3 Régions et Foot+ Arbitrage : Mikael Lesage | Stade Armand-Cesari, Furiani Spectateurs : 6 029 Diffuseur : France 3 Régions et Foot+ Arbitrage : Mikael Lesage |

| Match 7                        | Paris FC (N)                                                                        | 1 - 1 6 - 7 t. a. b. | FC Metz (L1)                                                            |                                                                                    |                                                                                    |
| Mercredi 26 octobre 2016 21:05 | Missi Mezu 27e                                                                      | (1 - 0)              | 65e Nguette                                                             | Stade Charléty, Paris Spectateurs : 3 321 Diffuseur : Foot+ Arbitrage : Karim Abed | Stade Charléty, Paris Spectateurs : 3 321 Diffuseur : Foot+ Arbitrage : Karim Abed |
| Mercredi 26 octobre 2016 21:05 | Lybohy 73e                                                                          | Rapport LFP          | 57e Assou-Ekotto ·                                                      | Stade Charléty, Paris Spectateurs : 3 321 Diffuseur : Foot+ Arbitrage : Karim Abed | Stade Charléty, Paris Spectateurs : 3 321 Diffuseur : Foot+ Arbitrage : Karim Abed |
| Mercredi 26 octobre 2016 21:05 | Ech-Chergui · Marie · Gbessi · Pierazzi · Bakayoko · Bong · Missi Mezu · Nanizayamo | Tirs au but 6 - 7    | Cohade · Milan · Erdinç · Nguette · Erdinç · Diallo · Doukouré · Balliu | Stade Charléty, Paris Spectateurs : 3 321 Diffuseur : Foot+ Arbitrage : Karim Abed | Stade Charléty, Paris Spectateurs : 3 321 Diffuseur : Foot+ Arbitrage : Karim Abed |

| Match 8                        | Stade rennais FC (L1)                   | 3 - 2   | FC Lorient (L1)                 |                                                                                                   |                                                                                                   |
| Mercredi 26 octobre 2016 21:05 | Henrique 16e 90+5e · Saïd 59e           | (1 - 0) | 87e (pen.) Waris · 90+2e Lautoa | Roazhon Park, Rennes Spectateurs : 26 954 Diffuseur : France 3 Régions Arbitrage : Clément Turpin | Roazhon Park, Rennes Spectateurs : 26 954 Diffuseur : France 3 Régions Arbitrage : Clément Turpin |
| Mercredi 26 octobre 2016 21:05 | Prcić 61e · Armand 86e · Henrique 90+6e | Rapport | 45+2e Ben Khemis · 65e Mazikou  | Roazhon Park, Rennes Spectateurs : 26 954 Diffuseur : France 3 Régions Arbitrage : Clément Turpin | Roazhon Park, Rennes Spectateurs : 26 954 Diffuseur : France 3 Régions Arbitrage : Clément Turpin |

| Match 9                        | Toulouse FC (L1) | 1 - 0       | AJ Auxerre (L2) | | |
| Mercredi 26 octobre 2016 21:05 | Jullien 53e      | (0 - 0)     |                 | Stadium, Toulouse Spectateurs : 8 300 Diffuseur : France 3 Régions et Foot+ Arbitrage : Sébastien Moreira | Stadium, Toulouse Spectateurs : 8 300 Diffuseur : France 3 Régions et Foot+ Arbitrage : Sébastien Moreira |
| Mercredi 26 octobre 2016 21:05 | Sangaré 58e      | Rapport LFP | 71e Touzghar    | Stadium, Toulouse Spectateurs : 8 300 Diffuseur : France 3 Régions et Foot+ Arbitrage : Sébastien Moreira | Stadium, Toulouse Spectateurs : 8 300 Diffuseur : France 3 Régions et Foot+ Arbitrage : Sébastien Moreira |

| Match 10                       | Clermont Foot 63 (L2) | 1 - 2       | Olympique de Marseille (L1)          | | |
| Mercredi 26 octobre 2016 21:05 | Centonze 52e          | (0 - 1)     | 45e Machach · 68e Gomis              | Stade Gabriel-Montpied, Clermont-Ferrand Spectateurs : 10 480 Diffuseur : France 3 Régions et Canal+ Sport Arbitrage : François Letexier | Stade Gabriel-Montpied, Clermont-Ferrand Spectateurs : 10 480 Diffuseur : France 3 Régions et Canal+ Sport Arbitrage : François Letexier |
| Mercredi 26 octobre 2016 21:05 |                       | Rapport LFP | 40e Thauvin · 83e Fanni · 85e Diarra | Stade Gabriel-Montpied, Clermont-Ferrand Spectateurs : 10 480 Diffuseur : France 3 Régions et Canal+ Sport Arbitrage : François Letexier | Stade Gabriel-Montpied, Clermont-Ferrand Spectateurs : 10 480 Diffuseur : France 3 Régions et Canal+ Sport Arbitrage : François Letexier |

#### Huitièmes de finale
Les huitièmes de finale se déroulent le mardi 13 et le mercredi 14 décembre 2016 ; ce tour est marqué par l'arrivée des six clubs « européens ».
| Match 1                      | FC Nantes (L1)               | 3 - 1       | Montpellier HSC (L1) |                                                                             |                                                                             |
| Mardi 13 décembre 2016 18h45 | Sala 18e 43e · Stępiński 62e | (2 - 1)     | 36e Bérigaud         | Stade de la Beaujoire, Nantes Spectateurs : 16 249 Arbitrage : Ruddy Buquet | Stade de la Beaujoire, Nantes Spectateurs : 16 249 Arbitrage : Ruddy Buquet |
| Mardi 13 décembre 2016 18h45 | Dubois 61e · Touré 86e       | Rapport LFP | 77e Sessègnon        | Stade de la Beaujoire, Nantes Spectateurs : 16 249 Arbitrage : Ruddy Buquet | Stade de la Beaujoire, Nantes Spectateurs : 16 249 Arbitrage : Ruddy Buquet |

| Match 2                      | FC Sochaux-Montbéliard (L2)                         | 1 - 1 4 - 3 t. a. b. | Olympique de Marseille (L1)                 |                                                                                |                                                                                |
| Mardi 13 décembre 2016 21h00 | Sao 36e                                             | (1 - 1)              | 22e Sarr                                    | Stade Auguste-Bonal, Montbéliard Spectateurs : 18 248 Arbitrage : Tony Chapron | Stade Auguste-Bonal, Montbéliard Spectateurs : 18 248 Arbitrage : Tony Chapron |
| Mardi 13 décembre 2016 21h00 | Tardieu 40e                                         | Rapport LFP          | 66e Leya Iseka · 85e Dória ·                | Stade Auguste-Bonal, Montbéliard Spectateurs : 18 248 Arbitrage : Tony Chapron | Stade Auguste-Bonal, Montbéliard Spectateurs : 18 248 Arbitrage : Tony Chapron |
| Mardi 13 décembre 2016 21h00 | Tardieu · Robinet · Ilaimaharitra · Sao · Karanović | Tirs au but 4 - 3    | Thauvin · Lopez · Sarr · Dória · Leya Iseka | Stade Auguste-Bonal, Montbéliard Spectateurs : 18 248 Arbitrage : Tony Chapron | Stade Auguste-Bonal, Montbéliard Spectateurs : 18 248 Arbitrage : Tony Chapron |

| Match 3                         | Girondins de Bordeaux (L1)           | 3 - 2       | OGC Nice (L1)                   |                                                                                      |                                                                                      |
| Mercredi 14 décembre 2016 18h45 | Plašil 14e · Laborde 22e 55e         | (2 - 1)     | 42e Pléa · 83e (pen.) Balotelli | Stade Matmut-Atlantique, Bordeaux Spectateurs : 15 049 Arbitrage : François Letexier | Stade Matmut-Atlantique, Bordeaux Spectateurs : 15 049 Arbitrage : François Letexier |
| Mercredi 14 décembre 2016 18h45 | Gajić 53e · Vada 81e · Pellenard 83e | Rapport LFP | 79e Boscagli · 86e Balotelli    | Stade Matmut-Atlantique, Bordeaux Spectateurs : 15 049 Arbitrage : François Letexier | Stade Matmut-Atlantique, Bordeaux Spectateurs : 15 049 Arbitrage : François Letexier |

| Match 4                         | AS Monaco (L1)                                                       | 7 - 0   | Stade rennais FC (L1) |                                                                        |                                                                        |
| Mercredi 14 décembre 2016 21h05 | Mbappé 11e 21e 62e · Boschilia 35e 79e · Jean 83e · Cavaré 85e (csc) | (3 - 0) |                       | Stade Louis II, Monaco Spectateurs : 5 539 Arbitrage : Frank Schneider | Stade Louis II, Monaco Spectateurs : 5 539 Arbitrage : Frank Schneider |
| Mercredi 14 décembre 2016 21h05 | Rapport LFP                                                          |         |                       | Stade Louis II, Monaco Spectateurs : 5 539 Arbitrage : Frank Schneider | Stade Louis II, Monaco Spectateurs : 5 539 Arbitrage : Frank Schneider |

| Match 5                         | FC Metz (L1)                                                                                               | 1 - 1 11 - 10 t. a. b. | Toulouse FC (L1)                                                                                                   |                                                                            |                                                                            |
| Mercredi 14 décembre 2016 21h05 | Mollet 11e                                                                                                 | (1 - 1)                | 28e (pen.) Braithwaite                                                                                             | Stade Saint-Symphorien, Metz Spectateurs : 5 876 Arbitrage : Benoît Millot | Stade Saint-Symphorien, Metz Spectateurs : 5 876 Arbitrage : Benoît Millot |
| Mercredi 14 décembre 2016 21h05 | Mandjeck 31e · Balliu 35e                                                                                  | Rapport LFP            | 39e Yago · 64e Ninkov ·                                                                                            | Stade Saint-Symphorien, Metz Spectateurs : 5 876 Arbitrage : Benoît Millot | Stade Saint-Symphorien, Metz Spectateurs : 5 876 Arbitrage : Benoît Millot |
| Mercredi 14 décembre 2016 21h05 | Milán · Philipps · Falette · Balliu · Cohade · Nguette · Mandjeck · Diallo · Signorino · Sarr · Oberhauser | Tirs au but 11 - 10    | Ola Toivonen · Sirieix · Sylla · Bodiger · Braithwaite · Somália · Jullien · Michelin · Yago · Ninkov · Goicoechea | Stade Saint-Symphorien, Metz Spectateurs : 5 876 Arbitrage : Benoît Millot | Stade Saint-Symphorien, Metz Spectateurs : 5 876 Arbitrage : Benoît Millot |

| Match 6                         | Olympique lyonnais (L1)                         | 2 - 2 3 - 4 t. a. b. | EA Guingamp (L1)                               |                                                               |                                                               |
| Mercredi 14 décembre 2016 21h05 | Valbuena 43e · Lacazette 75e                    | (1 - 1)              | 21e Blas · 70e De Pauw                         | Parc OL, Lyon Spectateurs : 17 002 Arbitrage : Benoît Bastien | Parc OL, Lyon Spectateurs : 17 002 Arbitrage : Benoît Bastien |
| Mercredi 14 décembre 2016 21h05 |                                                 | Rapport LFP          | 86e Blas · 88e Lévêque ·                       | Parc OL, Lyon Spectateurs : 17 002 Arbitrage : Benoît Bastien | Parc OL, Lyon Spectateurs : 17 002 Arbitrage : Benoît Bastien |
| Mercredi 14 décembre 2016 21h05 | Fekir · Mammana · Jallet · Valbuena · Lacazette | Tirs au but 3 - 4    | Giresse · De Pauw · Angoua · Diabaté · Kerbrat | Parc OL, Lyon Spectateurs : 17 002 Arbitrage : Benoît Bastien | Parc OL, Lyon Spectateurs : 17 002 Arbitrage : Benoît Bastien |

| Match 7                         | AS Saint-Étienne (L1) | 0 - 1       | AS Nancy-Lorraine (L1)                       |                                                                        |                                                                        |
| Mercredi 14 décembre 2016 21h05 |                       | (0 - 1)     | 18e (pen.) Dalé                              | Stade Geoffroy-Guichard Spectateurs : 13 372 Arbitrage : Fredy Fautrel | Stade Geoffroy-Guichard Spectateurs : 13 372 Arbitrage : Fredy Fautrel |
| Mercredi 14 décembre 2016 21h05 | Lacroix 17e           | Rapport LFP | 33e Coulibaly · 45e Muratori · 54e N'Guessan | Stade Geoffroy-Guichard Spectateurs : 13 372 Arbitrage : Fredy Fautrel | Stade Geoffroy-Guichard Spectateurs : 13 372 Arbitrage : Fredy Fautrel |

| Match 8                         | Paris Saint-Germain (L1)        | 3 - 1       | LOSC Lille (L1)                          |                                                                        |                                                                        |
| Mercredi 14 décembre 2016 21h05 | Lucas 43e (pen.) 57e · Jesé 69e | (1 - 0)     | 89e Baša                                 | Parc des Princes, Paris Spectateurs : 45 183 Arbitrage : Mikael Lesage | Parc des Princes, Paris Spectateurs : 45 183 Arbitrage : Mikael Lesage |
| Mercredi 14 décembre 2016 21h05 | Meunier 31e                     | Rapport LFP | 42e Maignan · 51e Terrier · 77e Sankharé | Parc des Princes, Paris Spectateurs : 45 183 Arbitrage : Mikael Lesage | Parc des Princes, Paris Spectateurs : 45 183 Arbitrage : Mikael Lesage |

#### Quarts de finale
Les quarts de finale se déroulent le mardi 10 et le mercredi 11 janvier 2017.
| Match 1                     | FC Nantes (L1) | 0 - 2       | AS Nancy-Lorraine (L1)   |                                                                               |                                                                               |
| Mardi 10 janvier 2017 18h30 |                | (0 - 2)     | 31e Dalé · 45+3e Cuffaut | Stade de la Beaujoire, Nantes Spectateurs : 10 349 Arbitrage : Clément Turpin | Stade de la Beaujoire, Nantes Spectateurs : 10 349 Arbitrage : Clément Turpin |
| Mardi 10 janvier 2017 18h30 |                | Rapport LFP | 61e Puyo                 | Stade de la Beaujoire, Nantes Spectateurs : 10 349 Arbitrage : Clément Turpin | Stade de la Beaujoire, Nantes Spectateurs : 10 349 Arbitrage : Clément Turpin |

| Match 2                     | FC Sochaux-Montbéliard (L2)                          | 1 - 1 3 - 4 t. a. b. | AS Monaco (L1)                               |                                                                                 |                                                                                 |
| Mardi 10 janvier 2017 21h00 | Andriatsima 16e                                      | (1 - 0)              | 83e Moutinho                                 | Stade Auguste Bonal, Montbéliard Spectateurs : 15 362 Arbitrage : Mikael Lesage | Stade Auguste Bonal, Montbéliard Spectateurs : 15 362 Arbitrage : Mikael Lesage |
| Mardi 10 janvier 2017 21h00 | Konaté 55e · Alphonse 58e                            | Rapport LFP          | 6e Jean · 64e Glik ·                         | Stade Auguste Bonal, Montbéliard Spectateurs : 15 362 Arbitrage : Mikael Lesage | Stade Auguste Bonal, Montbéliard Spectateurs : 15 362 Arbitrage : Mikael Lesage |
| Mardi 10 janvier 2017 21h00 | Andriatsima · Robinet · Ilaimaharitra · Ramaré · Sao | Tirs au but 3 - 4    | Falcao · Moutinho · Glik · Sidibé · Carrillo | Stade Auguste Bonal, Montbéliard Spectateurs : 15 362 Arbitrage : Mikael Lesage | Stade Auguste Bonal, Montbéliard Spectateurs : 15 362 Arbitrage : Mikael Lesage |

| Match 3                        | Girondins de Bordeaux (L1)   | 3 - 2       | EA Guingamp (L1)         |                                                                                |                                                                                |
| Mercredi 11 janvier 2017 18h45 | Kamano 16e · Laborde 36e 65e | (2 - 1)     | 12e Privat · 88e Benezet | Stade Matmut-Atlantique, Bordeaux Spectateurs : 8 900 Arbitrage : Ruddy Buquet | Stade Matmut-Atlantique, Bordeaux Spectateurs : 8 900 Arbitrage : Ruddy Buquet |
| Mercredi 11 janvier 2017 18h45 | Laborde 41e                  | Rapport LFP | 43e Deaux · 54e De Pauw  | Stade Matmut-Atlantique, Bordeaux Spectateurs : 8 900 Arbitrage : Ruddy Buquet | Stade Matmut-Atlantique, Bordeaux Spectateurs : 8 900 Arbitrage : Ruddy Buquet |

| Match 4                        | Paris Saint-Germain (L1) | 2 - 0       | FC Metz (L1) |                                                                         |                                                                         |
| Mercredi 11 janvier 2017 21h05 | Silva 27e 72e            | (1 - 0)     |              | Parc des Princes, Paris Spectateurs : 43 857 Arbitrage : Amaury Delerue | Parc des Princes, Paris Spectateurs : 43 857 Arbitrage : Amaury Delerue |
| Mercredi 11 janvier 2017 21h05 |                          | Rapport LFP | 42e Milán    | Parc des Princes, Paris Spectateurs : 43 857 Arbitrage : Amaury Delerue | Parc des Princes, Paris Spectateurs : 43 857 Arbitrage : Amaury Delerue |

#### Demi-finales
Les demi-finales se déroulent le mardi 24 et le mercredi 25 janvier 2017.
| Match 1                     | Girondins de Bordeaux (L1) | 1 - 4   | Paris Saint-Germain (L1)                              |                                                                                   |                                                                                   |
| Mardi 24 janvier 2017 21h00 | 32e Rolan                  | (1 - 1) | 19e Di Maria · 60e Cavani · 74e Cavani · 81e Di Maria | Stade Matmut-Atlantique, Bordeaux Spectateurs : 28 862 Arbitrage : Clément Turpin | Stade Matmut-Atlantique, Bordeaux Spectateurs : 28 862 Arbitrage : Clément Turpin |
| Mardi 24 janvier 2017 21h00 | Rapport LFP                |         |                                                       | Stade Matmut-Atlantique, Bordeaux Spectateurs : 28 862 Arbitrage : Clément Turpin | Stade Matmut-Atlantique, Bordeaux Spectateurs : 28 862 Arbitrage : Clément Turpin |

| Match 2                        | AS Monaco (L1) | 1 - 0   | AS Nancy-Lorraine (L1) |                                                                     |                                                                     |
| Mercredi 25 janvier 2017 21h00 | 45+2e Falcao   | (1 - 0) |                        | Stade Louis II, Monaco Spectateurs : 7 699 Arbitrage : Ruddy Buquet | Stade Louis II, Monaco Spectateurs : 7 699 Arbitrage : Ruddy Buquet |
| Mercredi 25 janvier 2017 21h00 | Rapport LFP    |         |                        | Stade Louis II, Monaco Spectateurs : 7 699 Arbitrage : Ruddy Buquet | Stade Louis II, Monaco Spectateurs : 7 699 Arbitrage : Ruddy Buquet |

#### Finale
La finale se déroule le samedi 1er avril au Parc Olympique lyonnais à Décines-Charpieu.
| Samedi 1er avril 2017 | AS Monaco (L1) | 1 - 4   | Paris Saint-Germain (L1)                   |                                                                |                                                                |
| 21h00                 | Lemar 27e      | (1 - 2) | 4e Draxler · 44e Di María · 54e 90e Cavani | Parc OL, Lyon Spectateurs : 57 841 Arbitrage : Frank Schneider | Parc OL, Lyon Spectateurs : 57 841 Arbitrage : Frank Schneider |
| 21h00                 | Rapport LFP    |         |                                            | Parc OL, Lyon Spectateurs : 57 841 Arbitrage : Frank Schneider | Parc OL, Lyon Spectateurs : 57 841 Arbitrage : Frank Schneider |

## Statistiques

### Nombre d'équipes par division et par tour
| Divisions / Manches               | Premier tour (12 rencontres) | Deuxième tour (6 rencontres) | Seizièmes de finale (10 rencontres) | Huitièmes de finale   | Quarts de finale      | Demi- finales         | Finale                |
| --------------------------------- | ---------------------------- | ---------------------------- | ----------------------------------- | --------------------- | --------------------- | --------------------- | --------------------- |
| Ligue 1 (clubs européens) 6 clubs | absents                      | absents                      | absents                             | 6                     | 2                     | 2                     | 2                     |
| Ligue 1 (non-européens) 14 clubs  | absents                      | absents                      | 14                                  | 9                     | 5                     | 2                     | plus d'équipe engagée |
| Ligue 2 20 clubs                  | 20                           | 9                            | 4                                   | 1                     | 1                     | plus d'équipe engagée | plus d'équipe engagée |
| National 4 clubs                  | 4                            | 3                            | 2                                   | plus d'équipe engagée | plus d'équipe engagée | plus d'équipe engagée | plus d'équipe engagée |
| Total                             | 24                           | 12                           | 20                                  | 16                    | 8                     | 4                     | 2                     |

### Classement des buteurs[3]
| # | Buteur               | Club                  | Buts | Pen | J | TJ  |
| - | -------------------- | --------------------- | ---- | --- | - | --- |
| 1 | Gaëtan Laborde       | Girondins de Bordeaux | 4    | 0   | 2 | 167 |
| 2 | Edinson Cavani       | Paris Saint-Germain   | 4    | 0   | 2 | 251 |
| 3 | Emiliano Sala        | FC Nantes             | 3    | 0   | 2 | 270 |
|   | Ángel Di María       | Paris Saint-Germain   | 3    | 0   | 2 | 270 |
| 5 | Jean-Philippe Mateta | LB Châteauroux        | 3    | 0   | 1 | 90  |
| 6 | Kylian Mbappé        | AS Monaco             | 3    | 0   | 1 | 267 |